# Samuel Benavente
Samuel Benavente (fl. siglo XIII) fue un rabino español, autor de varias obras gramaticales y de la traducción al hebreo del 'tratado de Boecio De consolatione philosophiae'.